# زابینه یاهن
زابینه یاهن (آلمانی: Sabine Jahn; ۲۷ ژوئن ۱۹۵۳) قایقران روئینگ اهل آلمان شرقی بود.
وی در مسابقات کشوری و بین‌المللی در مجموع برندهٔ ۲ مدال طلا، ۲ مدال نقره شده‌است.